# Gymnastik vid olympiska sommarspelen 2016
Gymnastik vid olympiska sommarspelen 2016 avgjordes mellan 6 och 21 augusti 2016 i Rio de Janeiro i Brasilien. Totalt 18 grenar fanns på programmet.

## Program
| K | Kval | F | Final |

| Gren↓/Datum →                   | Lör 6 | Sön 7 | Mån 8 | Tis 9 | Ons 10 | Tor 11 | Sön 14 | Mån 15 | Tis 16 |
| ------------------------------- | ----- | ----- | ----- | ----- | ------ | ------ | ------ | ------ | ------ |
| Herrarnas individuella mångkamp | K     |       |       |       | F      |        |        |        |        |
| Herrarnas lagmångkamp           | K     |       | F     |       |        |        |        |        |        |
| Herrarnas hopp                  | K     |       |       |       |        |        |        | F      |        |
| Herrarnas fristående            | K     |       |       |       |        |        | F      |        |        |
| Herrarnas bygelhäst             | K     |       |       |       |        |        | F      |        |        |
| Herrarnas ringar                | K     |       |       |       |        |        |        | F      |        |
| Herrarnas barr                  | K     |       |       |       |        |        |        |        | F      |
| Herrarnas räck                  | K     |       |       |       |        |        |        |        | F      |
| Damernas individuella mångkamp  |       | K     |       |       |        | F      |        |        |        |
| Damernas lagmångkamp            |       | K     |       | F     |        |        |        |        |        |
| Damernas hopp                   |       | K     |       |       |        |        | F      |        |        |
| Damernas bom                    |       | K     |       |       |        |        |        | F      |        |
| Damernas barr                   |       | K     |       |       |        |        | F      |        |        |
| Damernas fristående             |       | K     |       |       |        |        |        |        | F      |

| Gren↓/Datum →        | Fre 19 | Lör 20 | Sön 21 |
| -------------------- | ------ | ------ | ------ |
| Individuell mångkamp | K      | F      |        |
| Truppmångkamp        |        | K      | F      |

| Gren↓/Datum → | Fre 12 | Fre 12 | Lör 13 | Lör 13 |
| ------------- | ------ | ------ | ------ | ------ |
| Herrar        | K      | F      |        |        |
| Damer         |        |        | K      | F      |

## Medaljsammanfattning
Artistisk gymnastik
| Damernas grenar                  | Guld                                                                   | Silver                                                                             | Brons                                               |
| Barr Detaljer...                 | Alija Mustafina Ryssland                                               | Madison Kocian USA                                                                 | Sophie Scheder Tyskland                             |
| Bom Detaljer...                  | Sanne Wevers Nederländerna                                             | Laurie Hernandez USA                                                               | Simone Biles USA                                    |
| Fristående Detaljer...           | Simone Biles USA                                                       | Aly Raisman USA                                                                    | Amy Tinkler Storbritannien                          |
| Hopp Detaljer...                 | Simone Biles USA                                                       | Maria Paseka Ryssland                                                              | Giulia Steingruber Schweiz                          |
| Individuell mångkamp Detaljer... | Simone Biles USA                                                       | Aly Raisman USA                                                                    | Alija Mustafina Ryssland                            |
| Lagmångkamp Detaljer...          | USA                                                                    | Ryssland                                                                           | Kina                                                |
| Lagmångkamp Detaljer...          | Simone Biles Gabby Douglas Laurie Hernandez Madison Kocian Aly Raisman | Angelina Melnikova Alija Mustafina Marija Paseka Daria Spiridonova Seda Tutchaljan | Fan Yilin Mao Yi Shang Chunsong Tan Jiaxin Wang Yan |

| Herrarnas grenar                 | Guld                                                                | Silver                                                                            | Brons}                                                  |
| Barr Detaljer...                 | Oleg Vernjajev Ukraina                                              | Danell Leyva USA                                                                  | David Beljavskij Ryssland                               |
| Bygelhäst Detaljer...            | Max Whitlock Storbritannien                                         | Louis Smith Storbritannien                                                        | Alexander Naddour USA                                   |
| Fristående Detaljer...           | Max Whitlock Storbritannien                                         | Diego Hypólito Brasilien                                                          | Arthur Mariano Brasilien                                |
| Hopp Detaljer...                 | Ri Se-gwang Nordkorea                                               | Denis Abljazin Ryssland                                                           | Kenzō Shirai Japan                                      |
| Individuell mångkamp Detaljer... | Kōhei Uchimura Japan                                                | Oleg Vernjajev Ukraina                                                            | Max Whitlock Storbritannien                             |
| Lagmångkamp Detaljer...          | Japan                                                               | Ryssland                                                                          | Kina                                                    |
| Lagmångkamp Detaljer...          | Kenzō Shirai Yūsuke Tanaka Koji Yamamuro Kōhei Uchimura Ryōhei Katō | Denis Abljazin David Beljavskij Ivan Stretovitj Nikolai Kuksenkov Nikita Nagornyy | Deng Shudi Lin Chaopan Liu Yang You Hao Zhang Chenglong |
| Ringar Detaljer...               | Eleftherios Petrounias Grekland                                     | Arthur Zanetti Brasilien                                                          | Denis Abljazin Ryssland                                 |
| Räck Detaljer...                 | Fabian Hambüchen Tyskland                                           | Danell Leyva USA                                                                  | Nile Wilson Storbritannien                              |

Rytmisk gymnastik
| Damernas grenar                  | Guld                                                                                       | Silver                                                                       | Brons                                                                                                  |
| Individuell mångkamp Detaljer... | Margarita Mamun Ryssland                                                                   | Jana Kudrjavtseva Ryssland                                                   | Ganna Rizatdinova Ukraina                                                                              |
| Truppmångkamp Detaljer...        | Ryssland                                                                                   | Spanien                                                                      | Bulgarien                                                                                              |
| Truppmångkamp Detaljer...        | Vera Biriukova Anastasia Bliznjuk Anastasia Maksimova Anastasiia Tatareva Maria Tolkatjeva | Sandra Aguilar Artemi Gavezou Elena López Lourdes Mohedano Alejandra Quereda | Reneta Kamberova Lyubomira Kazanova Mihaela Maevska-Velichkova Tsvetelina Naydenova Hristiana Todorova |

Trampolin
| Gren                            | Guld                         | Silver                     | Brons        |
| Damernas trampolin Detaljer...  | Rosannagh MacLennan Kanada   | Bryony Page Storbritannien | Li Dan Kina  |
| Herrarnas trampolin Detaljer... | Uladzislau Hancharou Belarus | Dong Dong Kina             | Gao Lei Kina |

Denna tabell: visa • redigera

## Medaljtabell
| Pl.    | Nation         | Guld | Silver | Brons | Totalt |
| ------ | -------------- | ---- | ------ | ----- | ------ |
| 1      | USA            | 4    | 6      | 2     | 12     |
| 2      | Ryssland       | 3    | 5      | 3     | 11     |
| 3      | Storbritannien | 2    | 2      | 3     | 7      |
| 4      | Japan          | 2    | 0      | 1     | 3      |
| 5      | Ukraina        | 1    | 1      | 1     | 3      |
| 6      | Tyskland       | 1    | 0      | 1     | 2      |
| 7      | Belarus        | 1    | 0      | 0     | 1      |
| 7      | Kanada         | 1    | 0      | 0     | 1      |
| 7      | Grekland       | 1    | 0      | 0     | 1      |
| 7      | Nederländerna  | 1    | 0      | 0     | 1      |
| 7      | Nordkorea      | 1    | 0      | 0     | 1      |
| 12     | Brasilien      | 0    | 2      | 1     | 3      |
| 13     | Kina           | 0    | 1      | 4     | 5      |
| 14     | Spanien        | 0    | 1      | 0     | 1      |
| 15     | Bulgarien      | 0    | 0      | 1     | 1      |
| 15     | Schweiz        | 0    | 0      | 1     | 1      |
| Totalt | Totalt         | 18   | 18     | 18    | 54     |

### Fotnoter
1. ↑  ”Gymnastik” (på engelska). februari 2014. Arkiverad från originalet den 22 januari 2016. https://web.archive.org/web/20160122055549/http://www.rio2016.com/en/artistic-gymnastics. Läst 22 januari 2016.
2. 1 2 3  ”Rio 2016: Ticket Guide – Search for Sessions”. Rio 2016. Arkiverad från originalet den 9 september 2015. https://web.archive.org/web/20150909132338/https://ingressos.rio2016.com/rio2016.html?affiliate=OGR&doc=search&fun=search&action=filter. Läst 5 april 2015.
3. ↑  Artistic Gymnastics Women's Uneven Bars (engelska)
4. ↑  Artistic Gymnastics Women's Balance Beam (engelska)
5. ↑  Artistic Gymnastics Women's Floor Exercise (engelska)
6. ↑  Artistic Gymnastics Women's Vault (engelska)
7. ↑  Artistic Gymnastics Women´s Individual All-Around (engelska)
8. ↑  Artistic Gymnastics Women's Team (engelska)
9. ↑  Artistic Gymnastics Men's Parallel Bars (engelska)
10. ↑  Artistic Gymnastics Men's Pommel Horse (engelska)
11. ↑  Artistic Gymnastics Men's Floor Exercise (engelska)
12. ↑  Artistic Gymnastics Men´s Vault (engelska)
13. ↑  Artistic Gymnastics Men´s Individual All-Around (engelska)
14. ↑  Artistic Gymnastics Men's Team (engelska)
15. ↑  Artistic Gymnastics Men's Rings (engelska)
16. ↑  Artistic Gymnastics Men's Horizontal Bar (engelska)
17. ↑  Rhythmic Gymnastics Individual All-Around (engelska)
18. ↑  Rhythmic Gymnastics Group All-Around (engelska)
19. ↑  Trampoline Gymnastics Women (engelska)
20. ↑  Trampoline Gymnastics Men (engelska)